# Pauliteiros de Miranda

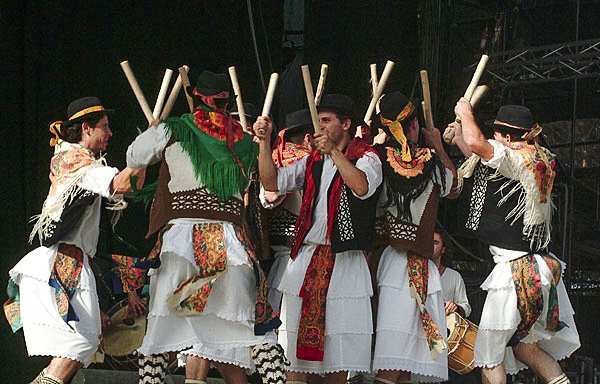
Apresentação de pauliteiros na Festa do Avante! de 2005.

Os Pauliteiros de Miranda (Mirandês: Dançadores) são grupos de homens que bailam ritmos tradicionais da Terra de Miranda, no nordeste de Portugal, Trás-os-Montes. O nome pauliteiro deriva de paulito
Pauliteiros são os praticantes da dança guerreira característica das Terras de Miranda, chamada de dança dos paus, representativa de momentos históricos locais acompanhada com os sons da gaita-de-foles, caixa e bombo e tem ainda a particularidade de ser dançada por oito homens (mais recentemente também dançada por mulheres) que vestem saia bordada e camisa de linho , um colete de pardo, botas de cabedal, meias de lã e chapéu que pode estar enfeitado com flores e finalmente por dois paus (palos) com os quais estes dançadores fazem uma série de diferentes passos e movimentos coordenados.
O reportório musical da dança dos paus chama-se lhaços, e é constituído pela música, texto e coreografia.
Chamam-se pauliteiros pois utilizam paus para tocar com danças